# Tony Estanguet
Tony Estanguet (ur. 6 maja 1978 w Pau), francuski kajakarz górski. Trzykrotny złoty medalista olimpijski.
Startował w slalomie w kanadyjce-jedynce (C-1). W 2000 został mistrzem olimpijskim. Cztery lata później obronił tytuł, za każdym razem wyprzedzając Słowaka Michala Martikána. Podczas igrzysk w Pekinie zajął 9. miejsce w półfinale i nie zakwalifikował się do olimpijskiego finału. Udało mu się jednak powtórzyć swój sukces z Sydney i Aten w roku 2012, kiedy to ponownie zdobył złoto na igrzyskach olimpijskich. Wielokrotnie stawał na podium mistrzostw świata, łącznie zdobywając jedenaście medali, w tym cztery złote (C-1: 2006, 2009, C-1 drużyna 2005, 2007), sześć srebrnych (C-1: 2003, 2005, 2007; C-1 drużyna: 1997, 2003, 2009) oraz jeden brązowy (C-1 drużyna: 1999).
Medalistą igrzysk olimpijskich był także jego brat Patrice.